# Glyphesis cottonae
Glyphesis cottonae là một loài nhện trong họ Linyphiidae.
Loài này thuộc chi Glyphesis. Glyphesis cottonae được La Touche miêu tả năm 1946.